# 정남기
정남기(1943년 3월 1일 ~ )는 전라북도 고창에서 태어났고, 연합뉴스 민족뉴스본부장을 지낸 언론인이다. 

## 생애
동국대학교를 경제학과를 졸업한 뒤 1970년 현대경제일보 기자로 언론계에 입문했다. 1980년 언론민주화 투쟁 당시 기자협회 합동통신 분회장으로서 1980년 제작거부 사태를 주동했다는 이유로 강제해직당했다. 정동채 전 문화관광부 장관과는 합동통신 편집부에서 몇 년간 함께 일한 인연이 있다. 이후 2년 반가량 슈퍼마켓을 운영하다가 전자신문의 모태인 전자시보에서 5년간 근무. 1988년 연합통신에서 제2의 기자생활을 시작했다. 원래 자신의 전공인 편집과 무관하게 조사부, 교정부, 자료센터 등에서 일하다 1998년 7월부터 반년 가까이 논설위원실장 직무대리를 지냈다. 이후 민족뉴스취재본부장과 고문을 끝으로 2001년 3월 기자 생활을 마감했다. 퇴직 후에는 연합뉴스 동북아시아정보문화센터 상임이사 겸 소장과 2004년 6월 한국편집미디어협회 부회장 등을 지냈다. 2005년 1월 한국언론재단 이사장으로 선임됐다. 

## 에피소드
- 1980년 해직 당시 사표를 내면서 "장렬하게 끝을 맺고 싶다"며 해직처분 공고에 자신의 이름을 맨 위에 써달라고 요구했다는 일화는 화젯거리였다.
- 동학농민운동 지도자 전봉준의 비서를 지낸 정백현씨가 조부인 인연으로 2004년 '동학혁명 기념재단'을 설립해 동학농민운동 기념사업을 주도한 적도 있다.